# Arcadia Olenska-Petryshyn
Arcadia Olenska-Petryshyn ( Roznoshentsi, Ucrania 19 de junio de 1934- Nueva York, Estados Unidos 6 de mayo de 1996) fue una artista, pintora, escritora y crítica de arte ucraniana.

## Biografía
Arcadia Olenska nació el 19 de junio de 1934 en Roznoshentsi, Ucrania. Su familia abandonó Ucrania en 1944 para instalarse en Ausburgo, Alemania. Aunque años más tarde, en 1949, emigrarían a Nueva York, donde se instalarían definitivamente.
Olenska asistió al Instituto Washington Irvin en Nueva York ( Washington Irving High School) y más tarde estudiaría en la universidad de Hunter College en la cual cursó sus estudios de máster en 1963. En 1956, se casó con Volodymyr (Walter) Petryshyn, un profesor de matemáticas en la Universidad Rutgers. Olenska- Petryshyn fue una importante contribuyente en la vida cultural de la comunidad ucraniana en Nueva York. Fue una importante participante en el Grupo de Nueva York, una joven generación de escritores y artistas ucranianos que se formó a mediados de los años 50. Asimismo, Olenska ayudó en la creación de la Asociación de jóvenes artistas Ucranianos. Durante años fue la editora de arte en Suchasnist, una revista que acontecía cuestiones literarias y culturales.

## Obras y repercusión artística
La vida profesional e intelectual de la artista se mantuvo durante toda su vida en el ambiente cultural de Nueva York. En su obra, Olenska-Petryshyn rara vez trató temas relacionados con la cultura ucraniana. Así en sus ensayos trató temas que conformaban su arte, temas que van desde el significado de la forma y la naturaleza no objetiva del arte al papel que desempeña el espectador en su visión de éste. Al mismo tiempo, Olenska escribió extensamente sobre el arte Ucraniano. En sus ensayos conforma un amplio surtido de temas que van desde el arte no objetivo o arte subjetivo (movimiento artístico del s.XX) de Kasimir Malevich, las innovaciones culturales de Alexander Archipenko o incluso reseñas sobre artistas ucranianos de la diáspora.
Arcadia Olenska-Petryshyn tuvo una activa carrera en la esfera artística internacional, tanto en Nueva York como en otros lugares. Expuso en infinidad de lugares y su obra obtuvo gran éxito entre la crítica, además de formar parte de importantes colecciones públicas y privadas. 

## Últimos años y muerte
Sus últimos años estuvieron centrados en Ucrania. Se involucró activamente en la vida artística y cultural del país, exponiendo y dando charlas en varios centros culturales. Esta época que comenzó siendo un periodo de promesas renovadas y entusiasmo, trágicamente acabó con un brusco final el 6 de mayo de 1996, cuando Arcadia Olenska-Petryshyn fue asesinada por su marido tras una fuerte discusión.